# Daniel Gerson
Daniel Gerson (New York, 1º agosto 1966 – Los Angeles, 6 febbraio 2016) è stato uno sceneggiatore e doppiatore statunitense.
Co-sceneggiatore di Monsters & Co., Monsters University e Big Hero 6, ha collaborato in altri film Pixar quali Up e Inside Out, oltre a Chicken Little - Amici per le penne.
Nel 1995 ha sposato Beau Stacom, con cui ha avuto due figli, Claire e Asher. È morto il 6 febbraio 2016, all'età di 49 anni, a causa di un tumore cerebrale.

## Doppiaggio
- Monsters & Co. (Monsters, Inc.), regia di Pete Docter (2001)
- Monsters University, regia di Dan Scanlon (2013)
- Big Hero 6, regia di Don Hall e Chris Williams (2014)